# Provincia di Quispicanchi
La provincia di Quispicanchi è una delle 13 province della regione di Cusco nel Perù.
Confina a nord con la provincia di Paucartambo e la regione di Madre de Dios, ad est con la regione di Puno, a sud con la provincia di Canchis e la provincia di Acomayo e a ovest con la provincia di Cusco e la provincia di Paruro.

## Geografia antropica

### Suddivisioni amministrative
È divisa in 12 distretti:
- Andahuaylillas
- Camanti
- Ccarhuayo
- Ccatca
- Cusipata
- Huaro
- Lucre
- Marcapata
- Ocongate
- Oropesa
- Quiquijana
- Urcos

## Festività
- Prima settimana di giugno: Qoyllur Rit'i